# St. Augustinus (Breslau)

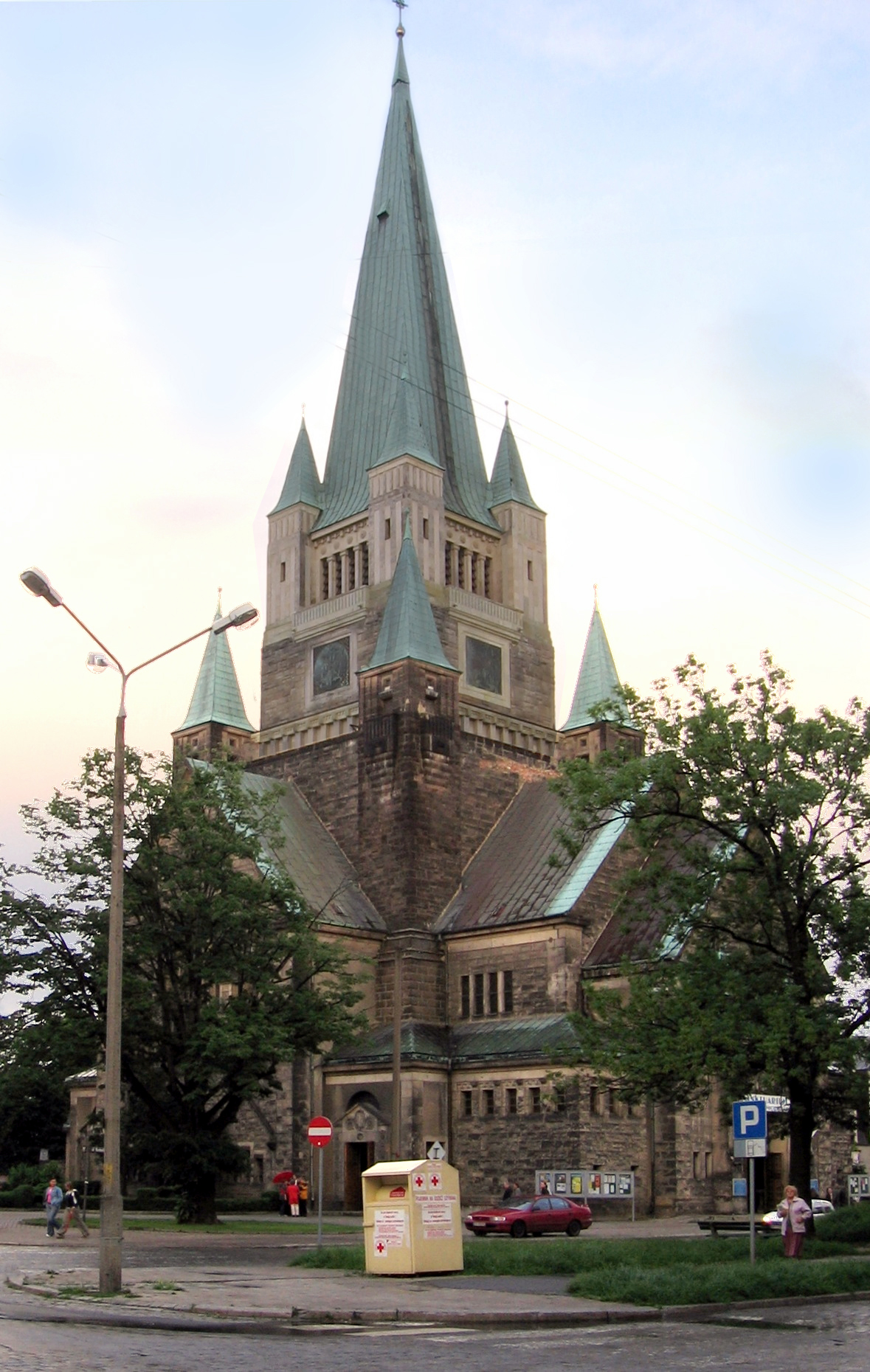
Augustinuskirche

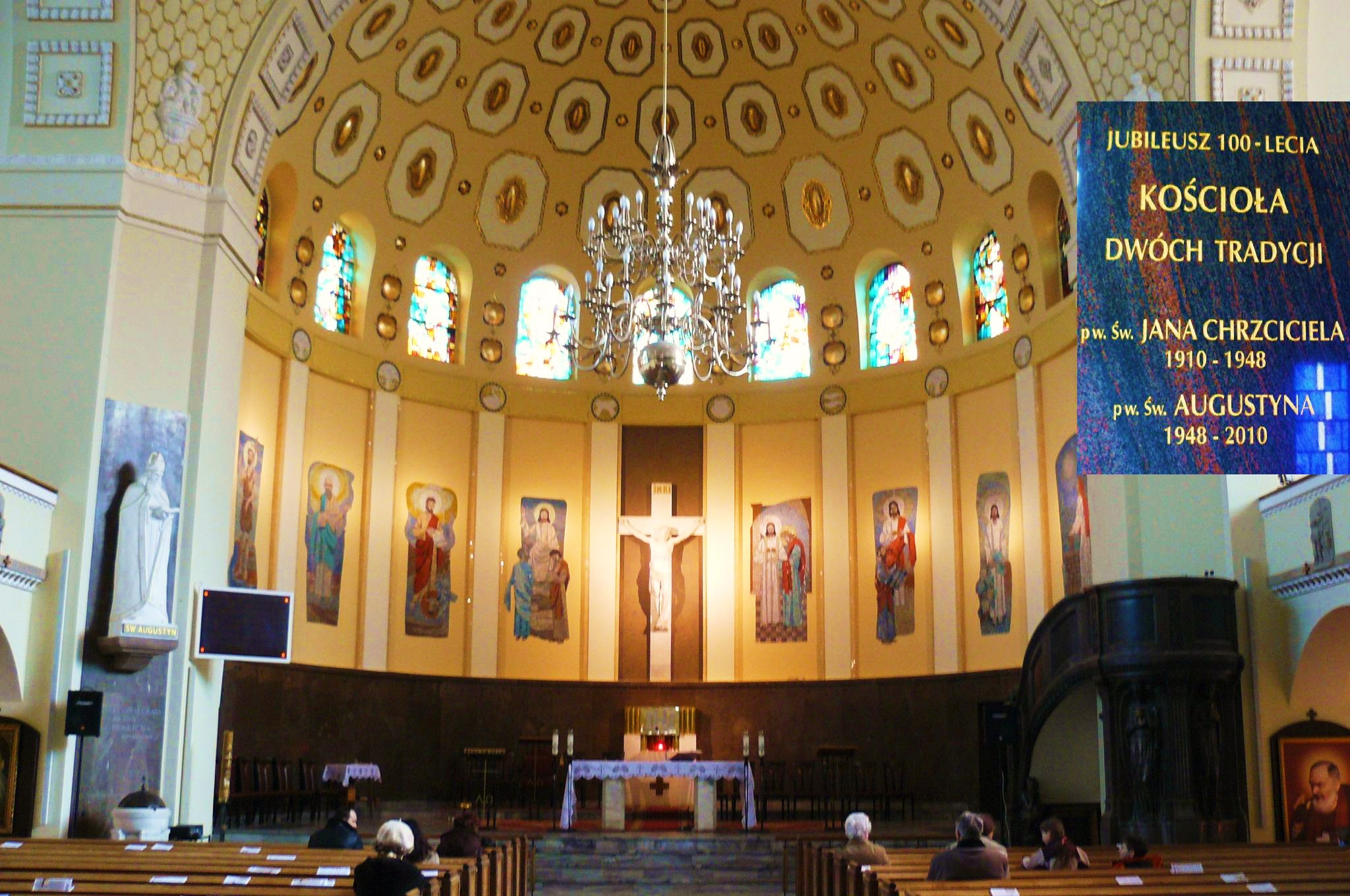
Blick in den Chor der Kirche

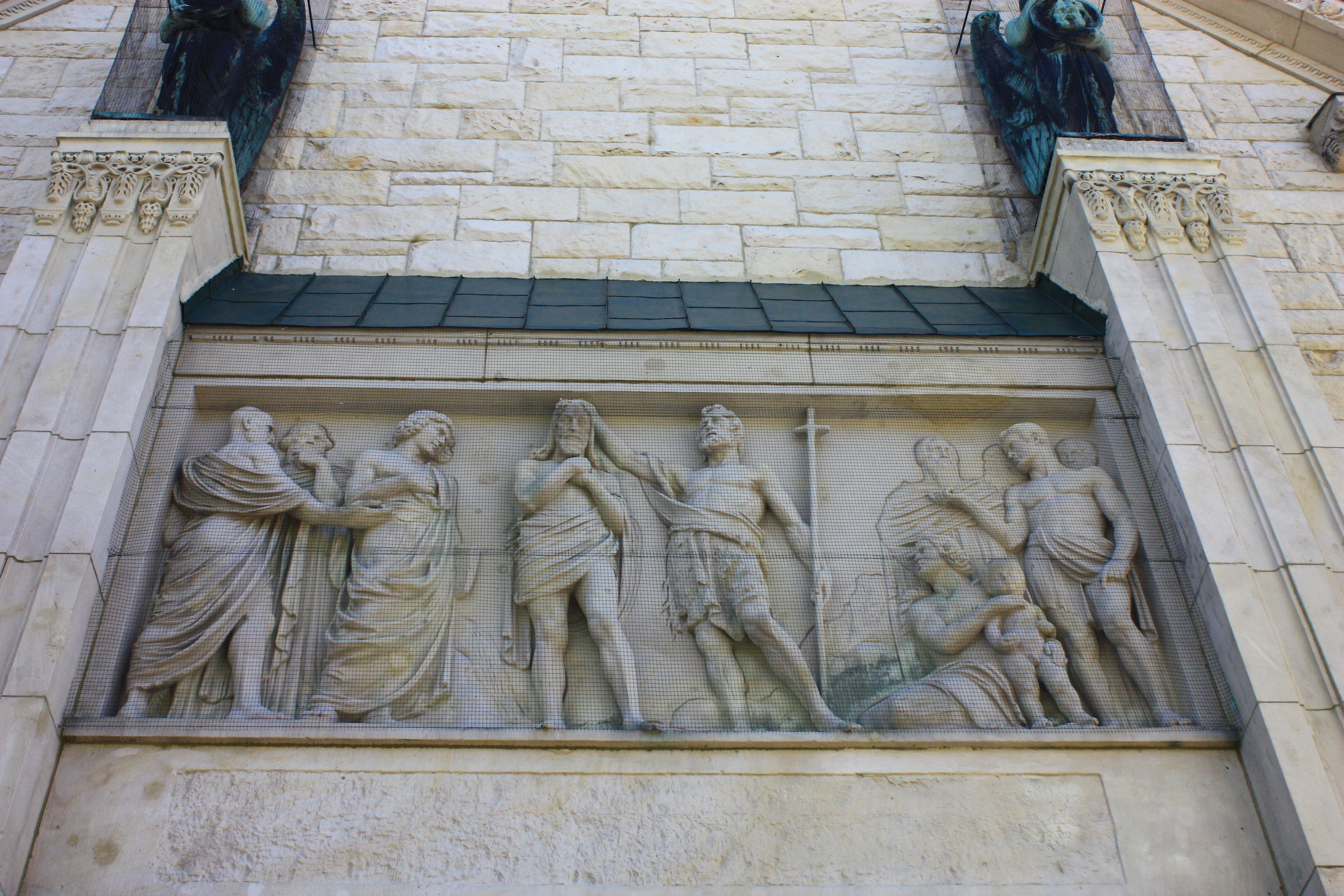
Relief mit der Darstellung der Taufe Christi über dem Hauptportal der Kirche

Die römisch-katholische Kirche St. Augustinus in Breslau, ul. Sudecka, wurde 1907–1909 als evangelische Johanniskirche erbaut. Sie steht unter Denkmalschutz.

## Geschichte
Die Kirche entstand nach einem Entwurf der Breslauer Architekten Alfred Böttcher und Richard Gaze an der damaligen Hohenzollernstraße. Sie wurde im April 1945 während der Belagerung Breslaus durch Beschuss schwer beschädigt. Die Kirchenfenster – ein Werk von Robert Engels in München – wurden zerstört. Die Beschädigungen wurden auf 45 % geschätzt. Die Kirche wurde 1959 wiederaufgebaut, seither wird sie vom polnischen Kapuzinerorden als katholische Kirche genutzt und ist dem Heiligen Augustinus von Hippo geweiht.
Die Kirche wurde am 4. August 1977 unter A/2492/353/Wm in das Verzeichnis der Baudenkmäler der Woiwodschaft Niederschlesien eingetragen.

## Architektur
Die neuromanische Kirche wurde auf dem Grundriss eines griechischen Kreuzes errichtet.
Die Saalkirche ist mit umlaufender Empore und großen Rundbogenfenstern ausgestattet. Der mächtige Kirchturm erhebt sich über der zentralen Vierung, trägt ein spitzes Zeltdach aus Kupferblech und acht kleine Türmchen. An die halbrunde Apsis ist eine niedrigere Sakristei angebaut, die Querschiffe sind mit steilen Satteldächern gedeckt. Die Fassaden sind in rustikalem Bossenwerk aus Sandstein gestaltet.
Über dem Jugendstil-Hauptportal befindet sich ein Relief mit der Darstellung der Taufe Christi durch Johannes den Täufer, ein Werk von Richard Schipke, einem Schüler von Christian Behrens.
Die Kanzel aus Marmor ist ein Werk des Bildhauers Theodor von Gosen.